# Qasim Hadi
Pour les articles homonymes, voir Hadi.
Qasim Hadi (en arabe : قاسم هادي, qāsim hādī) (né en 1967) est un syndicaliste irakien, organisateur de grèves sous le régime de Saddam Hussein et secrétaire général du Syndicat des chômeurs en Irak depuis 2003.

## Biographie

### Sous Saddam Hussein (1968-2003)
Technicien en machines agricoles, puis ouvrier dans la confection textile, Qasim Hadi a participé à plusieurs grèves à Mouseiba, Bagdad et Qadhimia, durement réprimée par le régime de Saddam Hussein. En 1991, il  adhère à la Ligue pour l'émancipation de la classe ouvrière, une organisation communiste clandestine, issue du Parti communiste irakien. Il organise de nombreuses grèves, notamment celles de l'usine Noura à Kerbala en 1994, une entreprise liée à l'armée ; malgré le caractère illégal de la grève, le ministère de la défense est amené à négocier avec les grévistes et à céder à leurs revendications, du fait du caractère stratégique de la production. Puis, en 1998, Hadi  prend part à l'organisation de la grève à l'usine Badir. Il organise également les ouvriers des carrières de gypse pendant la période de l'embargo occidental. Ses activités lui valent un total de quarante-neuf arrestations successives.

### Après Saddam Hussein
Le 1er mai 2003, Qasim Hadi prend part à la création du Syndicat des chômeurs en Irak (The Union of the Unemployed in Iraq ou UUI) et en devient le secrétaire général,. Le nom et les méthodes du syndicat font directement référence au syndicat homonyme existant au Kurdistan depuis 1991. Le syndicat revendique rapidement alors jusqu'à 300 000 adhérents (en 2003). La revendication principale est la création d'une indemnité de chômage à hauteur de 100 $ mensuels. Le succès du syndicat va entraîner la fondation de la Fédération des conseils ouvriers et syndicats en Irak, à laquelle le syndicat des chômeurs s'intègre. 
Cible du gouvernement d'occupation, Qasim Hadi est arrêté à trois reprises en 2003 pour son activité syndicale, bien qu'une loi ait récemment accordé le droit théorique à la liberté d'association. Le 29 juillet, il est arrêté avec d'autres membres de son syndicat par les forces militaires des États-Unis devant le quartier général de l'Autorité provisoire de la coalition alors qu'ils demandent du travail ou la sécurité sociale pour les millions de chômeurs ; le 11 novembre et à nouveau le 23 novembre, il est détenu quelques jours durant par les forces armées américaines. Le syndicat et ses manifestations ont été la cible également d'attaques des partis islamistes, ce qui suggère une collusion entre les forces occupantes et les groupes politico-religieux,,,,,,,,.  
Durant les six années qui suivent, Qasim Hadi organise manifestation après manifestation si bien que le syndicat des chômeurs devient une épine dans le pied d'abord de l'occupant américain puis des administrations iraquiennes qui lui succèdent. Le syndicat s'est constitué un réseau de solidarité en Europe, en Australie et au Canada. Il publie un journal en arabe intitulé Al-Majalis Al-Ummalyia et un autre en anglais dénommé The Voice of Iraqi Workers,.
En mars 2005, Hadi est l'un des fondateurs du Congrès des libertés en Irak. En 2007, il devient directeur de Sana TV,, une chaîne de télévision liée au Congrès des libertés en Irak, opposée à la fois à l'occupation militaire, aux divisions ethniques et à l'islamisme, lancée avec le soutien financier du Comité japonais de soutien à la résistance civile en Irak.
En 2011, Qasim Hadi estime le nombre de chômeurs en Irak à plus de 10 millions de personnes, soit près des deux tiers de la population active. Il déclare que le niveau de chômage, 8 ans après le début de l'occupation américaine, est toujours très élevé dans son pays, à un niveau qui ne serait pas pensable aux États-Unis.